# Peter Cheyney

Reginald Evelyn Peter Southouse Cheyney (Londres, 1896 — 1951) foi um escritor britânico de livros de mistério que teve bastante sucesso entre 1936 e 1951. Cheyney é considerado por muitos como o primeiro autor britânico a escrever o género literário hard-boiled, ou romance policial negro.

## Biografia
Peter Cheyney nasceu em 22 de Fevereiro de 1896 em Londres, sendo o mais novo de cinco irmãos. Após terminar os estudos no Clark's College, trabalhou num escritório de advogados. Porém, a vida sedentária e rotineira de um escritório não o seduziu e em breve decidiu seguir as pegadas do irmão mais velho e enveredar pelo mundo do espectáculo. Durante a Primeira Guerra Mundial trabalhou no Labour Corps Record Office. Neste período publicou dois volumes de poemas. O sucesso chegou-lhe tarde na vida. A publicação do seu primeiro romance policial em 1936 (This Man is Dangerous) pô-lo finalmente no caminho da fama. Os seus grandes heróis são Lemmy Caution, um agente do FBI, e Slim Callaghan, um detective particular. Cheyney era um homem alto e vistoso, usava sempre um cravo vermelho na lapela e um monóculo de ouro. Sabia jogar golfe, judo e boxe, e conduzia um automóvel desportivo. Cheyney viveu em grande estilo e deixou fortuna. Muitas das suas obras foram adaptadas ao cinema, algumas protagonizadas por Eddie Constantine. Criou outras personagens incluindo Alonzo MacTavish, Julia Herron, Abie Hy-mie Finkelstein, Etienne MacGregor, Everard Peter Quayle e os detectives privados Nicholas Gale, Terence O'Day, Johnny Vallon e Carlyle O'Hara.
Peter Cheyney morreu em Junho de 1951.

## Obra literária
- This Man is Dangerous, 1936 (Este Homem É Perigoso)
- Poison Ivy, 1937 (Frasco de Veneno)
- The Urgent Hangman, 1938 (Um Carrasco Impaciente, também com o título Encontro com o Sr. Callaghan)
- Dangerous Curves, 1939 (Curvas Perigosas)
- Another Little Drink, 1940 (A Última Bebida)
- Your Deal, My Lovely, 1941 (Desapareceu Um Inventor)
- Dark Duet, 1942 (Duelo na Sombra)
- Making Crime Pay, 1944 (Um Rapaz Sentimental)
- Dark Interlude, 1947 (Interlúdio Negro)
- Try Anything Twice, 1948 (Tenta Sempre Duas Vezes)
- You Can Call It a Day, 1949 (O Cigarro Denunciante)
- One of These Things, 1949 (Armadilhas do Acaso)
- Dark Bahama, 1950 (Bahama Negra)
- Ladies won't wait", (Damas Impacientes)
- You'd be surprised, (Perigo entre espiões)